# Richard Cockle Lucas
Richard Cockle Lucas (24 de octubre de 1800-18 de mayo de 1883) fue un escultor y fotógrafo británico.

## Carrera profesional
Lucas nació en Salisbury, Wiltshire, hijo de Richard Lucas y su esposa, Martha Sutton (quien murió poco después del parto).
A los doce años, fue aprendiz de un tío que era cuchillero en Winchester, donde su habilidad para tallar mangos de cuchillos reveló su destreza como escultor. A los 21 años se trasladó a Londres y estudió en las escuelas de la Royal Academy. A partir de 1828, fue un colaborador habitual de la Royal Academy, recibiendo medallas de plata por dibujo arquitectónico en 1828 y 1829.
Su hijo Albert Dürer nació en 1828 en Bayswater y en 1846 la familia vivía en Nottingham Place, en el centro de Londres. En 1849, la familia se trasladó fuera de Londres, probablemente por motivos de salud, a Otterbourne, cerca de Winchester, donde Lucas pudo hacerse amigo de la escritora de literatura infantil victoriana Charlotte Mary Yonge.
Lucas se trasladó entonces a Chilworth, cerca de Romsey, hacia 1854, donde hizo construir la "Torre de los Vientos" según su propio diseño. Esta casa se encontraba frente a la antigua "Clump Inn". En 1865, construyó una segunda casa, "Chilworth Tower", a media milla de la primera.
Para entonces, Lucas se había vuelto muy excéntrico, creía en las hadas y paseaba por Southampton en un carro romano.

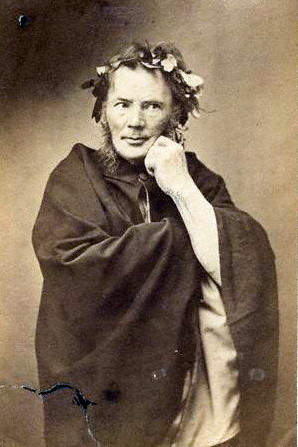
Lucas haciéndose pasar por un "romano" en un autorretrato c. 1858

Lucas expuso más de un centenar de obras en la Royal Academy, la British Institution y en la Suffolk Street Gallery de la Society of British Artists; entre ellas había bustos, medallones y temas clásicos. Entre sus estatuas se encuentran las de Samuel Johnson en Lichfield, Isaac Watts en Southampton y Richard Colt Hoare en la Catedral de Salisbury. Según el Oxford Dictionary of National Biography, "obras tan grandes no se adaptaban a sus cualidades". Sin embargo, sus retratos en medallones de mármol, cera y marfil tuvieron más éxito; muchos se exhibieron en la Gran Exposición y varios fueron adquiridos posteriormente por la Galería Nacional de Retratos. Entre sus obras expuestas en el castillo de Bodelwyddan se encuentran los medallones de cera de Sir Frederic Madden,  Thomas Garnier, Anthony Panizzi y Henry Hallam. Dos autorretratos, un grabado fechado en la placa en 1858, y un molde de yeso de un busto, inciso y fechado en 1868, también están en la colección de la Galería Nacional de Retratos.
El popular relieve de cera de Lucas, Leda y el cisne, fue adquirido por el Victoria and Albert Museum. Otra copia se encuentra en la Galería Nacional de Berlín. El Victoria & Albert también tiene un busto de la anfitriona de la sociedad londinense, Catherine, Lady Stepney, haciéndose pasar por Cleopatra.
Lucas fue un entusiasta estudioso de los Mármoles de Elgin, de los que hizo dos grandes modelos de cera, el primero mostrando el Partenón tal y como apareció tras el bombardeo de los venecianos en 1687; el otro representándolo restaurado de acuerdo con sus propias teorías sobre la disposición original de las esculturas. Esta última fue expuesta en la sala Elgin del Museo Británico, donde fue objeto de gran interés por parte del público. En 1845 publicó sus Observaciones sobre el Partenón, ilustradas con quince grabados.
Lucas realizó muchos grabados que representaban sus propias obras escultóricas, historias bíblicas y escenas de la poesía del siglo XVIII. Una serie casi completa de estos grabados, montados en un álbum encuadernado por el propio Lucas, que incluye un retrato del artista en el frontispicio, se conservó en el Museo Británico. Estas " cartes de visite " en albúmina (ahora en la Galería Nacional de Retratos ) muestran a Lucas en una variedad de poses teatrales y expresivas que revelan aún más su excentricidad.
Hacia el final de su vida, la destreza conversacional de Lucas hizo que fuera un invitado frecuente en Broadlands, la sede de Lord Palmerston, quien obtuvo para él una pensión de la lista civil en junio de 1865. Lucas realizó tres retratos en cera de Palmerston y una estatuilla que constituyó su última exposición en la Royal Academy en 1859. En 1870 publicó An Essay on Art.

## Muerte
Lucas murió de parálisis en su casa de Chilworth, el 18 de mayo de 1883, dejando viuda, Eliza (c. 1805–1893), y un hijo, Albert Dürer Lucas (1828–1918).
Albert fue un pintor de bodegones y flores que expuso en la British Institution y en la Society of Artists entre 1859 y 1874. Sus cuadros se siguen reproduciendo y vendiendo regularmente en las subastas.

## El busto deFlora

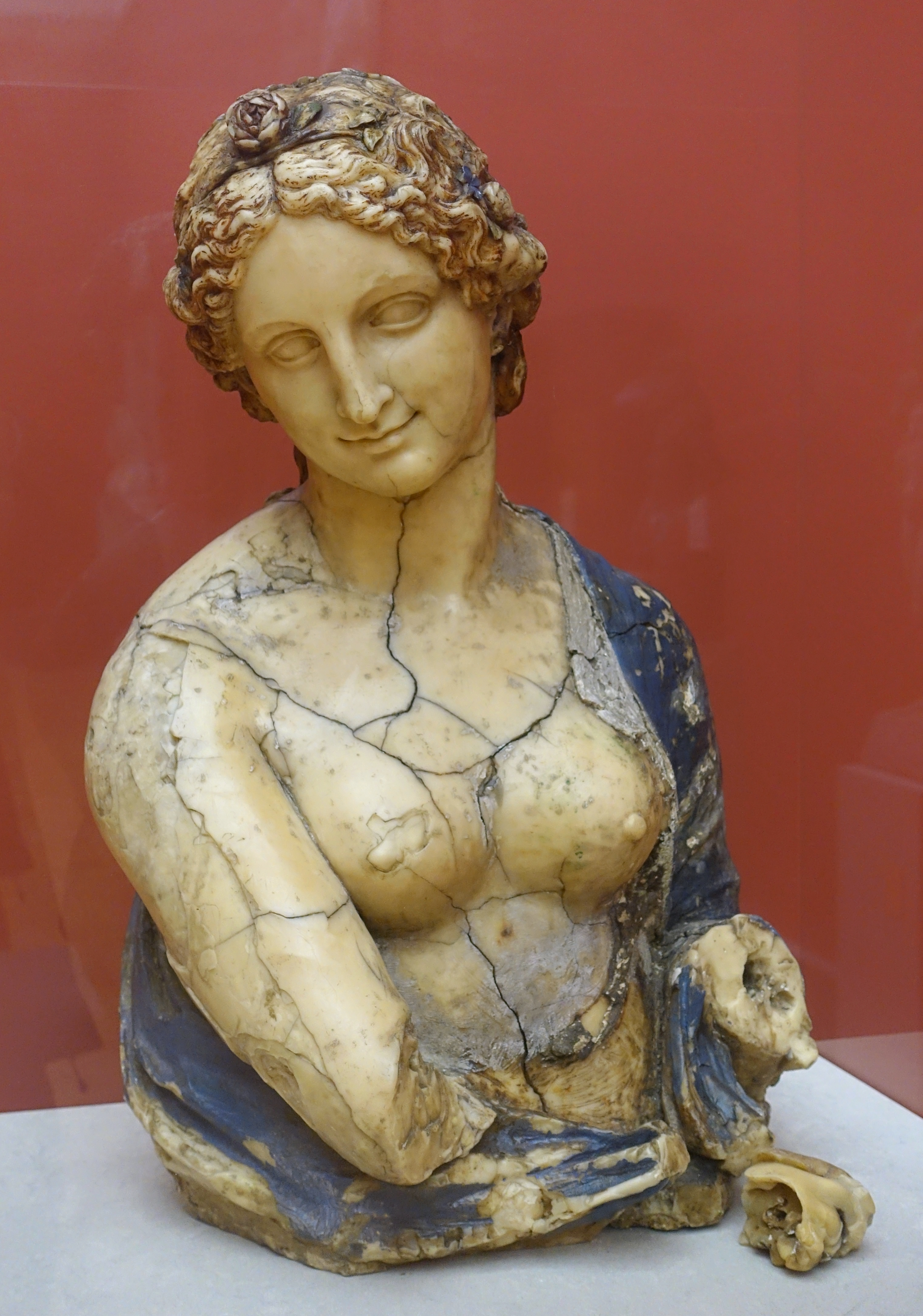
el busto de Flora

Entre los objetos de la colección de Bode se encuentra un busto de Flora, que había sido adquirido por el Museo Kaiser Friedrich de Berlín, bajo la creencia de que era de Leonardo da Vinci. Wilhelm von Bode, director general de las colecciones de arte prusiano del Museo de Berlín, había visto el busto en una galería londinense y lo compró por 160.000 marcos de oro. Bode estaba convencido de que el busto era de Leonardo, y las autoridades del Museo de Berlín, y el público alemán, estaban encantados de haber "arrebatado un gran tesoro artístico en las propias narices" del mundo del arte británico. Sin embargo, en 1910, Albert Dürer Lucas, hijo de Richard Cockle Lucas, afirmó que la escultura había sido creada por su padre. Poco después, The Times publicó un artículo en el que se afirmaba que el busto era obra de Lucas, a quien se le había encargado su realización a partir de un cuadro. El hijo de Lucas, Albert, se presentó entonces y declaró bajo juramento que la historia era correcta y que había ayudado a su padre a realizar la escultura. Albert pudo explicar cómo las capas de cera se habían formado a partir de los extremos de velas viejas; también describió cómo su padre introducía en el busto diversos desechos, incluidos periódicos. Cuando el personal del museo de Berlín retiró la base, encontró los restos, tal y como los había descrito Albert, incluida una carta que databa de la década de 1840.
A pesar de estas pruebas, Bode siguió afirmando que su atribución original era correcta. Para apoyarlo, expuso el busto de Flora entre una selección de otras obras de Lucas, pero esta exposición fue contraproducente, ya que demostró que Lucas había estado haciendo regularmente esculturas de cera inspiradas en las grandes obras de épocas anteriores. El crítico e historiador de arte londinense de origen húngaro Paul George Konody, en particular, "contradijo las afirmaciones del Dr. Bode a través de las columnas del London Daily Mail". Se han hecho varias afirmaciones y contra-aclaraciones sobre el busto, desde que es una auténtica falsificación hasta que es una pieza genuina del siglo XVI (aunque no de Leonardo). En abril de 2021, la datación del busto con carbono 14 confirmó que fue esculpido en el siglo XIX. El busto permanece expuesto en el actual Museo Bode con la etiqueta "Inglaterra", "Siglo XIX" y un signo de interrogación.

## Obras
Además de las piezas de los museos y la gran estatuaria, hay muchas obras de Lucas en iglesias y otros lugares públicos. Entre ellas se encuentran:
- La tumba de la familia Robert Pearce en el antiguo cementerio de Southampton. La escultura representa las figuras de la Fe, la Esperanza y la Caridad, coronadas por una urna adornada. El monumento está catalogado como patrimonio inglés, grado II.[24]
- Relieve en cera de Thomas Burgess (1756–1837), obispo de Salisbury. Está en exhibición en la Universidad de Gales, Lampeter.[25]
- Lápida con el retrato de John Willis Fleming (1781–1844) en la iglesia de St. Nicolás, North Stoneham, cerca de Southampton.[26]
- Una efigie yacente del conde Jerome de Salis-Soglio (1771–1836) en la iglesia de St. Mary, Harlington, oeste de Londres.[27]
- Estatua de Richard Colt Hoare en la Catedral de Salisbury (1841)
- Estatua de Isaac Watts en Southampton (1858)

## Galería

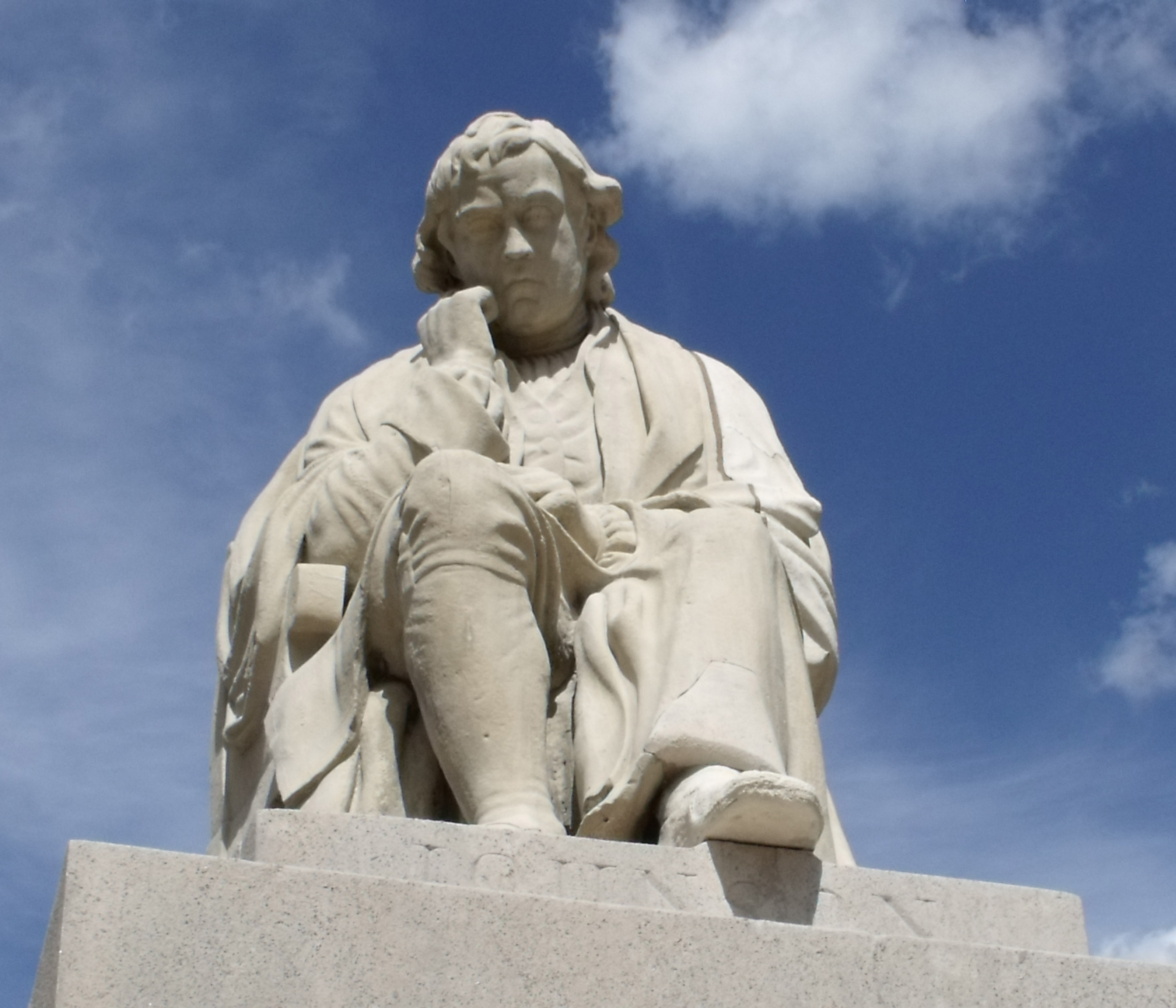
Estatua del Dr. Samuel Johnson en la Plaza del Mercado, Lichfield
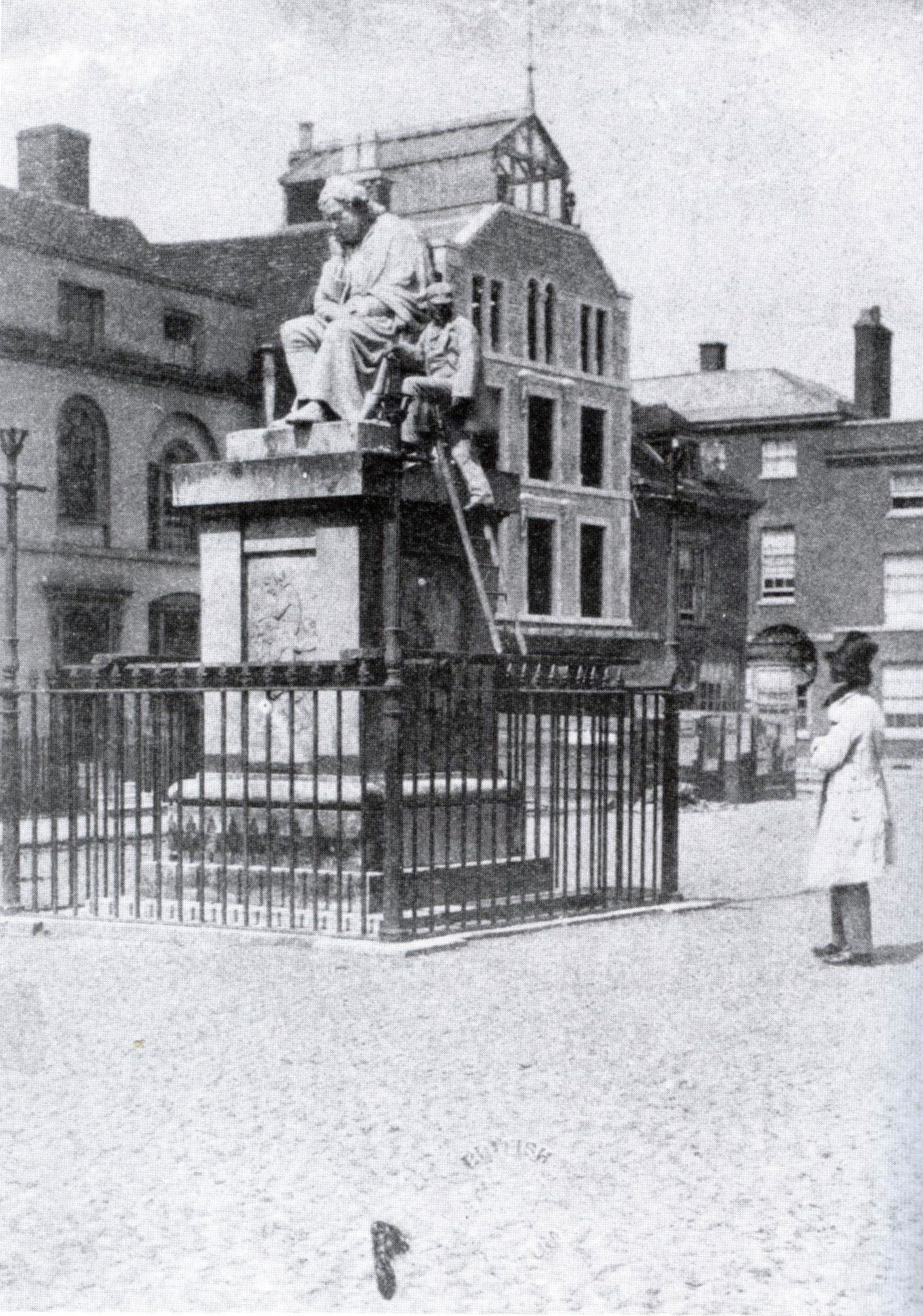
Fotografía de Lucas de la estatua de Johnson tomada en 1859
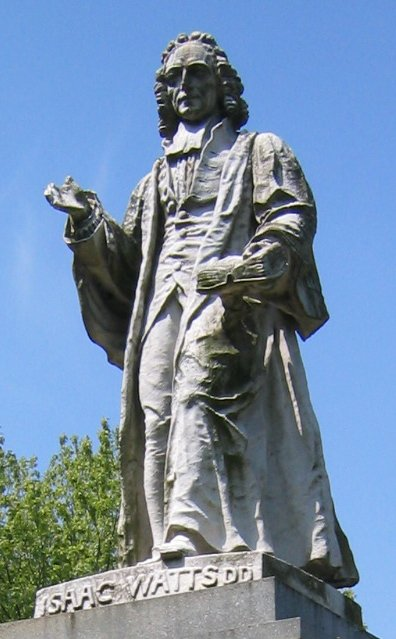
Estatua de Isaac Watts en el parque West (Watts) de Southampton
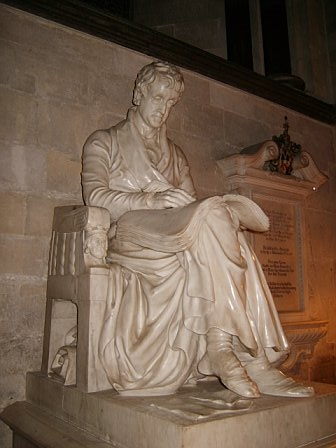
Monumento a Sir Richard Colt Hoare en la Catedral de Salisbury
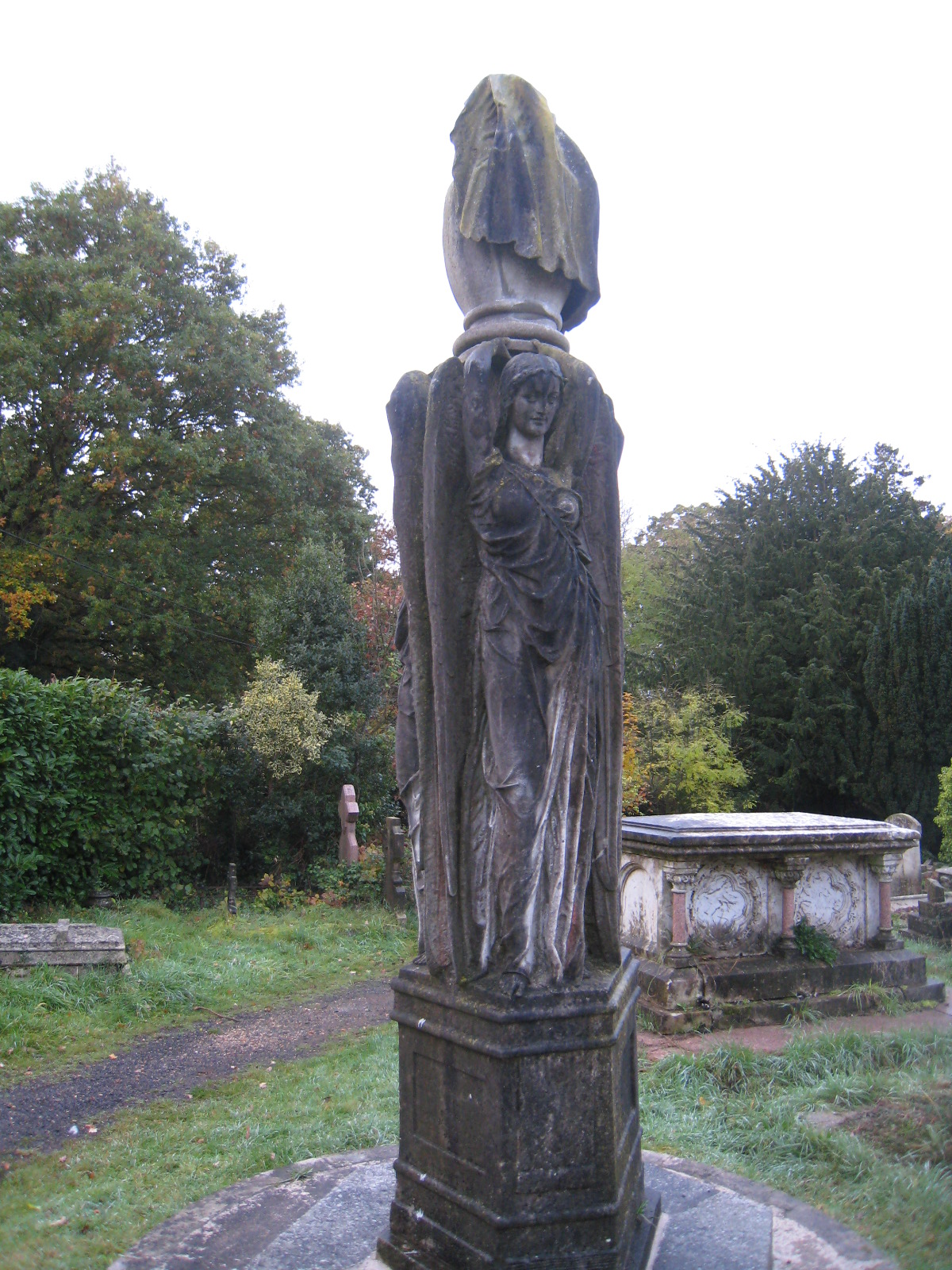
Tumba de la familia Pearce en el antiguo cementerio de Southampton
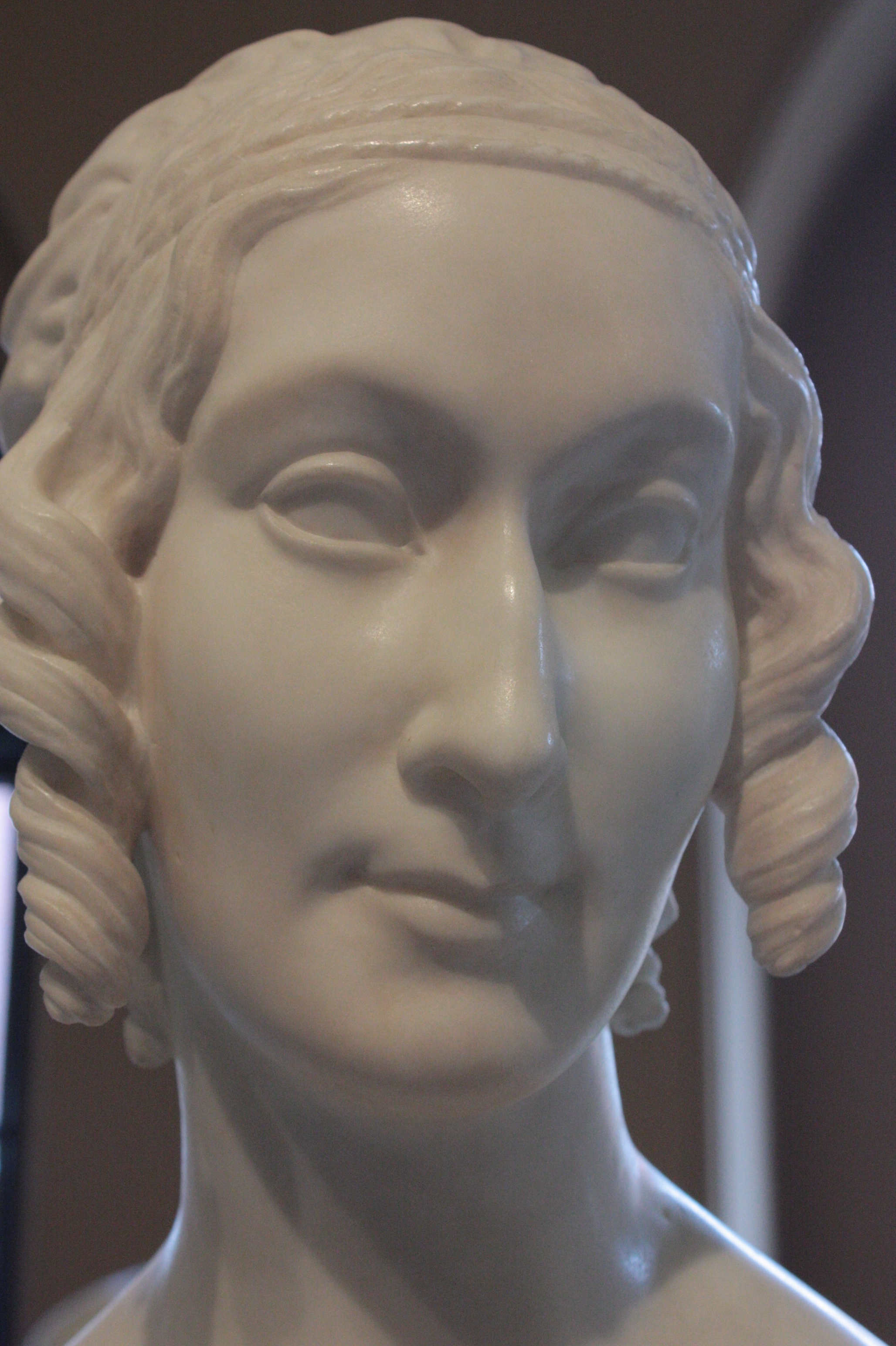
Catherine, Lady Stepney, Victoria and Albert Museum.